# Battaglia di Ruvo
La battaglia di Ruvo fu combattuta tra il 22 e il 23 febbraio 1503 tra l'esercito spagnolo guidato da Gonzalo Fernández de Córdoba, conosciuto anche come Consalvo di Cordova, e da Diego de Mendoza e l'esercito francese comandato da Jacques de La Palice a Ruvo di Puglia. La battaglia si inserisce nel contesto della Seconda guerra d'Italia che vede scontrarsi Luigi XII di Francia e Ferdinando II d'Aragona per la spartizione del territorio del Regno di Napoli.

## Il contesto: la guerra per Napoli
Il conflitto tra spagnoli e francesi nell'Italia meridionale era basato sul possesso del Regno di Napoli. Dopo il trattato segreto di Granada del novembre 1500, la questione napoletana sembrava ormai risolta, Luigi XII e Ferdinando il Cattolico infatti raggiunsero un accordo per la spartizione del Regno di Napoli. L'accordo ripartiva il Regno in quattro province (Campania, Abruzzo, Puglia e Calabria), e prevedeva l'assegnazione delle prime due alla Francia, e delle restanti due alla Spagna. Sfortunatamente non si considerò che il sovrano spagnolo Alfonso V d'Aragona creò altre due province, Basilicata e Capitanata, smembrate rispettivamente da Calabria e Puglia. Già nel 1503 sorse una nuova disputa intorno all'appartenenza della provincia della Capitanata, rivendicata, per motivi amministrativi, dai francesi.
Nella Capitanata, in base ad alcune leggi che risalivano a Federico II e che furono riformate nel 1447 da Alfonso D'Aragona, transumavano (ovvero venivano a svernare in zone più calde) greggi provenienti dall'Abruzzo. Il pascolo era consentito previo pagamento di salate tasse presso la Dogana delle Pecore. Stando ai francesi la Capitanata faceva parte dell'Abruzzo poiché accomunata a quest'ultimo dall'economia pastorizia. Per gli spagnoli era invece parte integrante della Puglia, per cui ad essi assegnata.
L'impossibilità di trovare un nuovo accordo per la nuova questione portò sempre più spesso allo scoppio di numerose scaramucce ai confini tra spagnoli e francesi, fino a sfociare in un vero e proprio conflitto fra i due eserciti. Agli scontri ed agli atti di guerriglia, fanno seguito manifestazioni di eroismo e cavalleria, duelli di onore e ben tre disfide, tra cui la più famosa è quella tenutasi nella piana di Sant'Elia, nei pressi di Barletta, il 13 febbraio del 1503, solo dieci giorni prima della battaglia. Da Ruvo, infatti, roccaforte francese, partirono i tredici cavalieri transalpini guidati da Charles de Torgues per affrontare altrettanti cavalieri italiani capitanati da Ettore Fieramosca..

## L'assalto a Ruvo
Alla notizia della rivolta degli abitanti di Castellaneta, aiutati da un esiguo numero di soldati spagnoli, contro le truppe francesi lì stanziate, il duca di Nemours, Louis d'Armagnac, che occupava la piazzaforte di Ruvo con l'esercito francese, corse subito in difesa della città jonica con alcune guarnigioni, passando il momentaneo controllo di Ruvo nelle mani di Jacques de La Palice, viceré degli Abruzzi.
Consalvo di Cordova, di stanza a Barletta con la maggior parte delle truppe spagnole, venuto a conoscenza dell'esiguo numero di soldati francesi presenti a Ruvo e dell'assenza del duca di Nemours, in piena notte, a poche ore dalla partenza delle truppe francesi per Castellaneta, il 22 febbraio organizzò una spedizione, alla quale presero parte anche Diego García de Paredes, Prospero e Fabrizio Colonna. Il generale spagnolo, piantata l'artiglieria composta da quattro cannoni e sette falconetti, dopo sette ore di assedio riuscì ad aprire una breccia nelle forti e rinomate mura di Ruvo. L'esercito francese riuscì a respingere il primo assalto spagnolo, ma l'offensiva seguente si rivelò vittoriosa, nonostante la strenua difesa guidata da La Palice. Gli spagnoli riuscirono ad avere la meglio e addirittura a catturare lo stesso viceré quando si era ormai giunti al 23 febbraio. Sotto le cannonate dell'esercito spagnolo tuttavia perì anche gran parte della popolazione e il centro cittadino fu fortemente danneggiato.
Molti soldati francesi furono catturati e condotti a Barletta, inoltre gli spagnoli requisirono circa mille cavalli ingrandendo e potenziando la propria cavalleria. Sotto le mura di Castellaneta Louis d'Armagnac apprese dell'assedio di Ruvo ma il suo tentativo di soccorrere una delle città più importanti e strategiche per i francesi non valse a nulla: al ritorno a Ruvo di d'Armagnac sulle mura già sventolava il vessillo spagnolo.

## Conseguenze
Con questa battaglia per Ruvo si trattò della terza espugnazione e distruzione del centro abitato: le truppe di Consalvo infatti, irritate dalle sette ore di resistenza dei francesi durante l'assedio, misero a ferro e fuoco la città saccheggiandola. Le rovine che questo scontro produsse, sommate alle macerie delle precedenti due volte in cui Ruvo era stata rasa al suolo, fecero innalzare di circa un metro il livello odierno del manto stradale come dimostra il dislivello presente tra il pavimento della cattedrale e l'odierno strato stradale.